# Ferdinand von Nordenflycht

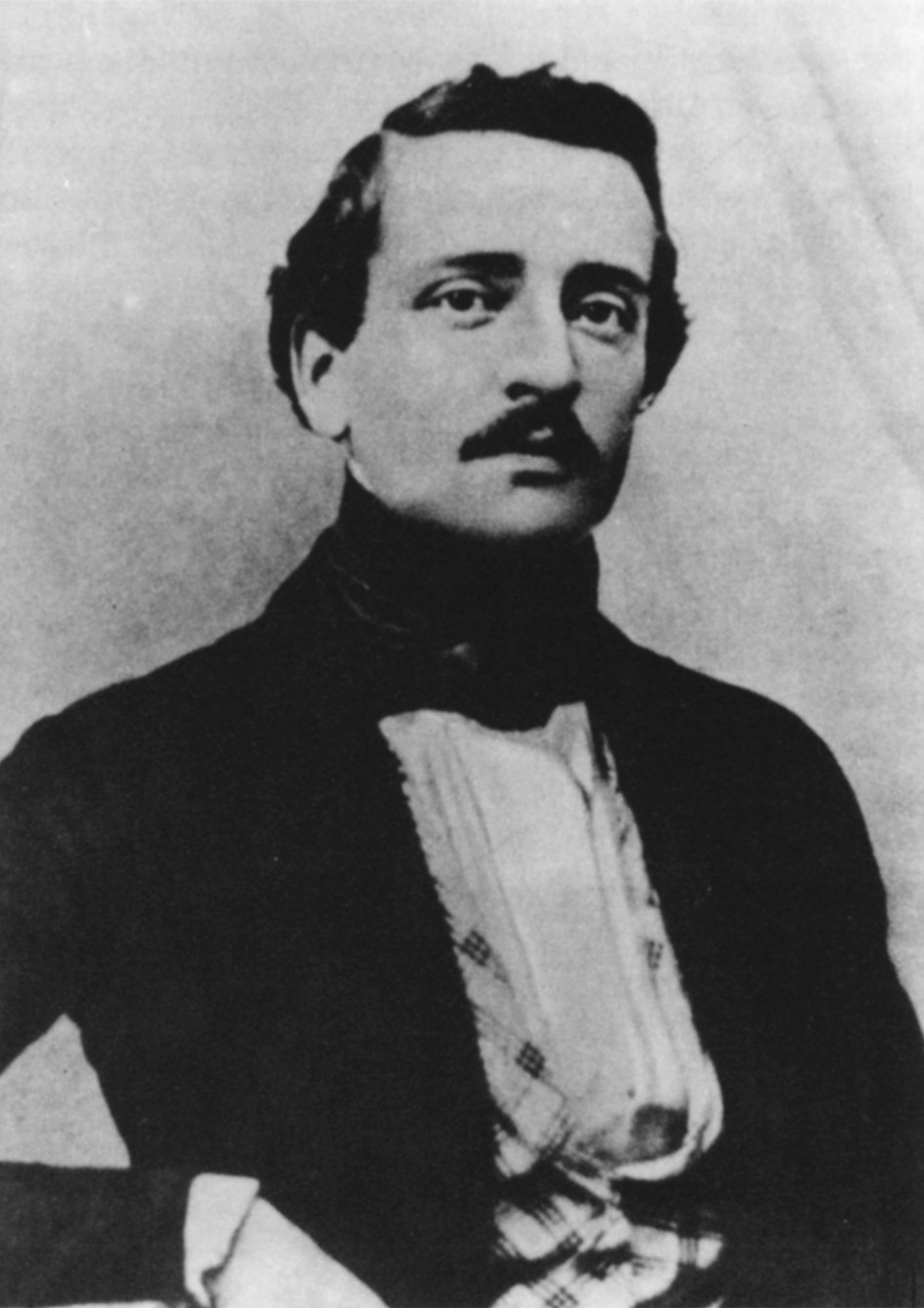
Ferdinand Otto Freiherr von Nordenflycht

Ferdinand Otto Freiherr von Nordenflycht (* 10. Dezember 1816 in Minden; † 24. Mai 1901 in Berlin) war ein preußischer Beamter und zuletzt Oberpräsident der Provinz Schlesien.

## Leben
Ferdinand von Nordenflycht wurde am 10. Dezember 1816 als Sohn des Regierungsrats und späteren Marienwerder Regierungspräsidenten Jakob von Nordenflycht und dessen Ehefrau Johanna von Dalwigk (* 23. Oktober 1798) in Minden geboren. 
Nach dem Abitur am Joachimsthaler Gymnasium in Berlin studierte er an der Albertus-Universität Königsberg und der Rheinischen Friedrich-Wilhelms-Universität Rechtswissenschaft und Cameralia. 1836 wurde er im Corps Rhenania Bonn recipiert. Als Inaktiver wechselte er an die Friedrich-Wilhelms-Universität zu Berlin. Er absolvierte die Ausbildung für höhere Beamte und wurde im Januar 1843 zum Regierungsassessor bei der Regierung in Magdeburg ernannt. Ein Jahr später kam er als wissenschaftlicher Hilfsarbeiter an das preußische Finanzministerium. 1845–1849 war er Regierungsassessor bei der Regierung in Erfurt, 1849–1851 Referent im Literarischen Kabinett, d. h. der Pressestelle des Preußischen Staatsministeriums. Im Jahr 1850 wechselte Nordenflycht als Regierungsrat nach Posen. Im Range eines Oberregierungsrates ging er 1857 als Regierungsvizepräsident nach Stralsund. Anschließend war er ab 1858 als Regierungsrat in Arnsberg tätig, ehe Nordenflycht 1862 saß Regierungsdirektor nach Minden wechselte. Dort wurde er im Juni 1866 Regierungspräsident. 1866/67 war Nordenflycht im Preußischen Abgeordnetenhaus. Er gehörte der Konservativen Partei an. Im Februar 1867 wurde er Regierungspräsident im Regierungsbezirk Frankfurt. Ab Mai 1873 war Nordenflycht Oberpräsident für Schlesien und gleichzeitig Regierungspräsident im Regierungsbezirk Breslau. Im November 1874 wurde er in den einstweiligen Ruhestand versetzt, weil er die Gesetze zum Kulturkampf nur zögerlich umsetzte. Aus diesem Grund blieb ihm auch die sonst übliche Ernennung zum Wirkl. Geh. Rat beim Ausscheiden aus dem Dienst verwehrt. Im Juni 1875 wurde er schließlich aus dem Staatsdienst entlassen. Er starb am 24. Mai 1901 in Berlin.

## Familie
Er heiratete am 1. Juli 1845 Adelheid Conrad (* 21. Februar 1821; † 16. November 1862). Das Paar hatte mehrere Kinder:
- Gustav Adolf (* 28. Mai 1846) ⚭ 1886 Adolfine von Wedel (* 3. Oktober 1864), Eltern des Polizeipräsidenten Ferdinand Freiherr von Nordenflycht
- William Ernst Friedrich (* 1. Mai 1848; † 3. Mai 1890), Hauptmann a. D. ⚭ 1884 Auguste (Gussy) von Schmieden (* 19. August 1862)[2]
- Ferdinand Carl Constantin (* 4. Januar 1850), Generalkonsul in Kapstadt ⚭ 1884 Adele Müblig
- Wolfgang Julius (* 1. Juli 1851), Generalmajor ⚭ 1888  Olga von Kahlden
- Hans Otto Fürchtegott (* 11. Mai 1853), Regierungsassessor und Hilfsarbeiter im Ministerium für die landwirtschaftlichen Angelegenheiten ⚭ 1882 Charlotte Anna Olga von Zastrow (* 21. Dezember 1859) verwitwete Zastrow